# Tephrina deviaria
Tephrina deviaria är en fjärilsart som beskrevs av Walker 1863. Tephrina deviaria ingår i släktet Tephrina och familjen mätare. Inga underarter finns listade i Catalogue of Life.